# Ándalus
Ándalus était une compagnie aérienne à bas prix espagnole.

## Destinations
- Espagne
  - Almeria
  - Barcelone
  - Gérone
  - Madrid
  - Malaga
  - Menorca
  - Palma (Majorque)
  - Saint-Sébastien
  - Séville
- Royaume-Uni
  - Gibraltar
- Maroc
  - Casablanca (à partir du 28 mars)
  - Marrakech
  - Nador
  - Tanger
- Portugal
  - Lisbonne

## Flotte

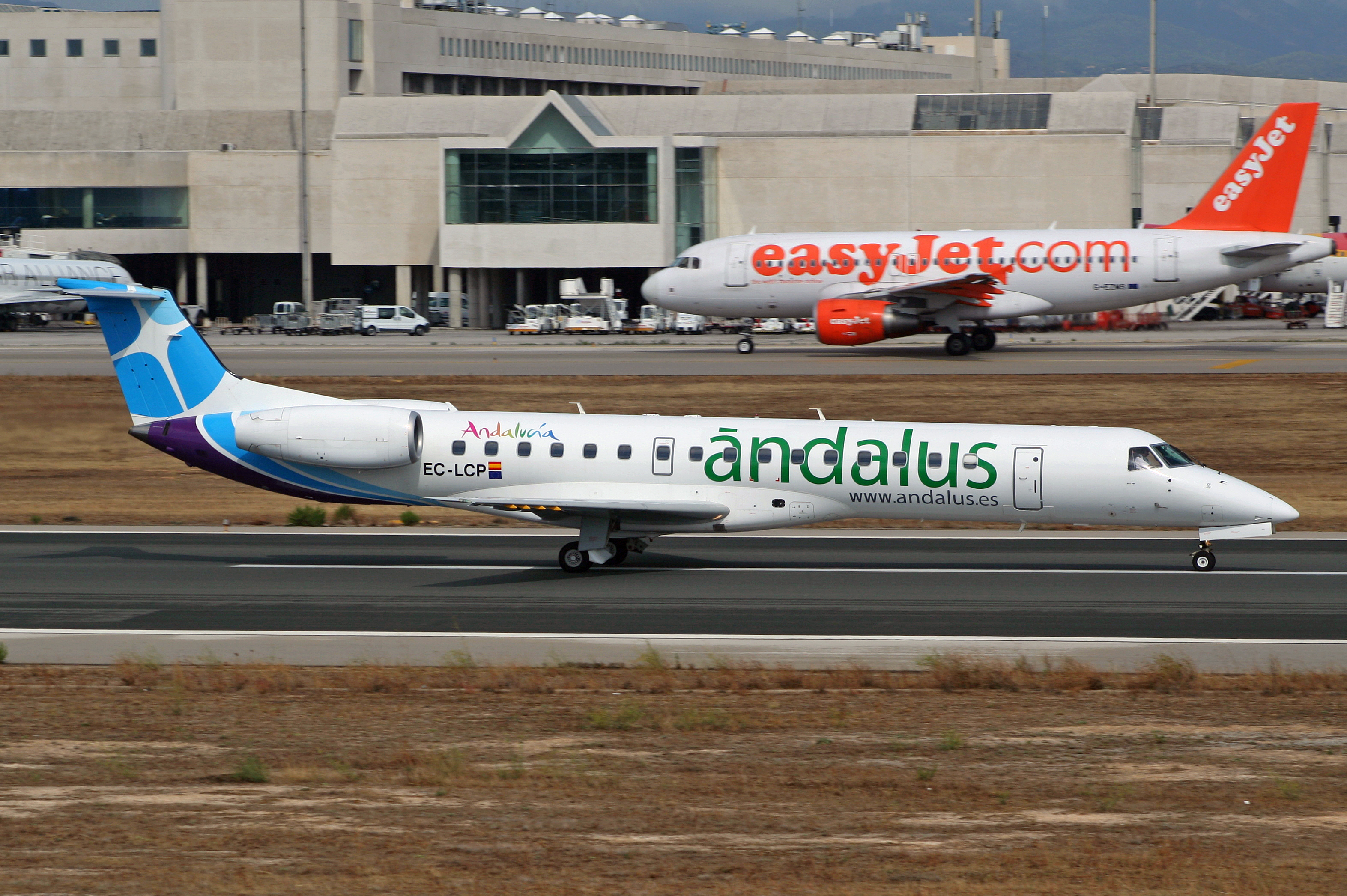
Un Embraer de la compagnie

- Un Embraer de la compagnie1 Embraer 145 (50 sièges)
- 1 ATR 42-300